# Ace File
Ace File（エースファイル）は、ホリ・エージェンシー所属の女性アイドル4人組ユニット。2000年結成。2002年解散。

## 略歴
Ace Fileより前の1999年にACE FILE'99の名前で、全員ホリエージェンシーに所属する吉川茉絵、大沢安希、園田美幸、大山華林の4人で結成。翌2000年に吉川以外のメンバーを全て入れ替え、Ace Fileとなる。Ace Fileになってからはイメージカラーを白とし、毎回白い衣装でステージ、イベントに出演するようになる。因みに白のイメージには『世界を変える、と立ち上がった白い女の子の集まり』という意味があるという（2000年7月発行のファンクラブ会報より）。ファンクラブイベントとしては、那須高原や草津温泉へのツアーも行っていた。
2001年9月より、工藤あさぎが大学受験を理由に一時活動を休止するようになり、約半年間の期間限定ユニットとして、吉川茉絵と久志麻理奈の2人で『Ace File くしよし』として活動を続行。ただ、この間工藤は全く出てこなかったわけではなく、2001年のクリスマスイベントなどで奈良沙緒理との2人で『くどなら』を組んで時々くしよしのステージに飛び入り出演し、4人が再集結したということもあった。
工藤の復帰後の活動も期待されたが、それから間もなく、2002年4月7日を以ってAce Fileは解散。メンバーは相次いで事務所を離れ、それぞれの道を歩んだ。
解散から6年経った2008年4月7日に新宿ロフトプラスワンで行われた『復活なぐらちゃん祭り!!』において、メンバーのうち吉川、久志、工藤の3人が再集結し出演した。

## メンバー
- 吉川茉絵 （元ACE FILE ’99）
- 奈良沙緒理（元おはガール）
- 久志麻理奈（元チェキッ娘）
- 工藤あさぎ（元おはガール）

## ディスコグラフィー

### シングル
- 白い風（2000年8月23日）
  1. 白い風
  2. 白いシーツにくるまって
  3. 入道雲と紙ヒコーキと僕
- タイムマシンで連れてって（2001年3月23日）
  1. タイムマシンで連れてって
  2. リンゴの気持ち
  3. 24時間
- WHITE STATION（2001年7月25日）
  1. WHITE STATION
  2. ガラスのペンギン

### アルバム
- あぃまぃみぃ!ストロベリー・エッグ 音楽の教科書～オリジナルサウンドトラック（2001年8月22日）
- あぃまぃみぃ！ストロベリー・エッグ CDドラマ 課外授業（2001年9月21日）

### 写真集
- Time Machine （2001年1月25日）
- デカ写 （2002年7月29日　通常のトレーディングカードの約9倍の大きさのトレカ型写真集）

### ビデオ
- 日本真白化計画 （2000年8月25日）
- タイムマシンにおねがい （2001年3月23日）

### トレーディングカード
- 真白化計画 最終章 （2002年4月）

## くしよし
ユニット内ユニット。縞模様や水玉模様などが入った赤い衣装がトレードマークだった。2001年9月から『ウッディーシアター中目黒』で月1回のライヴイベントを行っていた。因みに『くどなら』は同様の青い衣装。
なおここで、本格的に売れる前の井上マー、デッカチャン、あべこうじ、カラテカ（カラテカは、当時矢部太郎が『進ぬ!電波少年』の『電波少年的○○人を笑わしに行こう』でロケに出ていたため、入江慎也一人での出演が多かった）がMCを務めていた。

### メンバー
- 吉川茉絵
- 久志麻理奈

### ディスコグラフィ

#### アルバム
- 5・7・5・7・7 （2002年1月23日） 全曲桃井はるこ作詞作曲

## 出演番組
- Ace File 日本真白化計画 （文化放送）
- Ace File フェアリースマイル （文化放送、1999年度ナイターオフ 20:30 - 21:00）

## ACE FILE ’99
Ace Fileの前年の1999年に結成された。Ace Fileと異なり大文字表記。ホリエージェンシー所属｡活動内容は写真集・トレーディングカードなど。

### メンバー
- 大沢安希
- 園田美幸
- 大山華林
- 吉川茉絵